# Сагра (посёлок)
Сагра́ — посёлок в городском округе Верхняя Пышма Свердловской области России. Площадь поселка 4,770 км. кв.

## Общие сведения
Название происходит от севернорусского диалектного слова согра́, предположительно восходящее к финно-угорскому языку чуди заволочской, означающего «болото, поросшее мелколесьем».
Первым жителем Сагры краеведы называют православного старца Макария, похороненного в этой местности в 1827 году.

### Население
Население 113 человек (с учётом дачников — около 220). На официальном сайте городского округа Верхняя Пышма также указывается цифра в 188 человек.
| 2002 | 2010 |
| ---- | ---- |
| 190  | ↗267 |

### География
Сагра располагается в 30 км к северо-западу от Екатеринбурга на южном склоне горы Толстик (458 м) — самой высокой точки городского округа Верхняя Пышма. Соседние населённые пункты — посёлок Аять в 3 км западнее и деревня Мурзинка в 5,5 км восточнее. Посёлок стоит на реке Чёрной, впадающей неподалёку в Исетское озеро. К юго-востоку от посёлка находится обширное (ныне частично осушённое) болото, заросшее сосняком.

### Инфраструктура
Остановочный пункт Сагра Свердловской железной дороги на линии Екатеринбург — Нижний Тагил.
9 октября 2014 года открыта 10-километровая автодорога Исеть — Сагра (вырублено 37 га леса), стоимостью 450 млн руб. К этому времени также модернизирована система электроснабжения, оборудована платформа остановочного пункта с залом ожидания, восстановлено уличное освещение. Выстроена работа участкового уполномоченного, организована народная противопожарная дружина.
В советское время в посёлке были расположены клуб и фельдшерский пункт. На осень 2022 года клуба нет. На его месте построен, но не запущен магазин.

## События 1 июля 2011 года

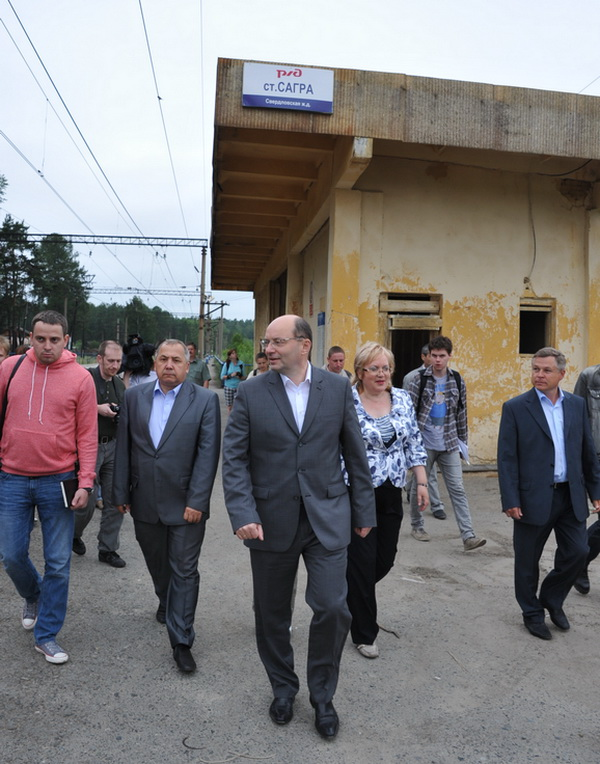
Губернатор Свердловской области посещает Сагру 9 июля 2011 года

В ночь с пятницы 1 июля 2011 года на окраине посёлка произошла перестрелка между несколькими жителями Сагры и приехавшей на машинах группой бандитов-членов ОПГ, в количестве нескольких десятков человек, среди которых преобладали члены азербайджанской диаспоры Екатеринбурга. В ходе перестрелки один из нападавших — 28-летний уроженец Грузии азербайджанской национальности Фаиг Мусаев — был убит. После обращения местных жителей в фонд «Город без наркотиков» и вызвавшего большой резонанс сообщения в Живом журнале к данному событию было привлечено общественное внимание. Было проведено масштабное расследование и серия арестов. Инфраструктурой Сагры занялся губернатор Мишарин, указавший построить новую дорогу и реконструировать перрон. Для этого он посетил Сагру с визитом, при этом по старой дороге добраться к посёлку он не смог, в связи с чем прилетел на вертолёте. В Сагре вертолёт сломался, и губернатор всё равно выбирался обратно по старой дороге.